# NOCC
 (juin 2022).
NOCC est un webmail (c'est-à-dire une interface web pour consulter son courrier électronique), initié par Olivier Cahagne et Nicolas Chalanset, écrit tout d'abord en Perl sous le nom d'Epimail, puis reprogrammé en PHP4 sous le nom de NOCC (Nicolas Olivier Chalanset Cahagne). 
Il supporte les protocoles IMAP (sécurisé ou non), POP3 (sécurisé ou non) et SMTP (avec ou sans authentification). Les pages générées sont au format XHTML 1.1 Strict, avec l'utilisation de quelques fonctions Javascript afin de faciliter certains traitements. 
Son objectif est de fournir un webmail léger, dépendant du plus petit nombre possible de modules PHP (à ce jour seuls les modules IMAP pour la récupération des mails et ICONV pour la gestion des jeux de caractères sont nécessaires).
À noter, NOCC fonctionne en UTF-8: les fichiers de langue sont en UTF-8, et les mails reçus sont convertis en UTF-8 avant affichage. De plus, il est compatible avec toutes les versions de PHP depuis PHP 4.1.0.
Parce que c'est un logiciel libre sous licence GPL, il est adaptable à toute sorte d'architecture.